# 櫻井圭記
櫻井 圭記（さくらい よしき、1977年6月9日 - ）は、日本のアニメ脚本家、プロデューサー。東京工科大学メディア学部講師。修士（環境学）。現在は櫻井 大樹（さくらい たいき）名義でNetflix所属のプロデューサーを務める。

## 人物
1977年（昭和52年）生まれ。栃木県立栃木高等学校を経て、東京大学経済学部を卒業。
櫻井は東京大学でマルクス経済学を専攻し、同大学大学院新領域創生科学研究科修士課程を1期生として修了した。また、同研究科メディア環境学研究室に在籍していた際に発表した、日本のアニメとメディアに関する論文が、「情報通信論文ISID」、「JMF日本マルチメディア大賞」で最優秀賞を受賞した。
これをきっかけに、『攻殻機動隊 STAND ALONE COMPLEX』のアニメシリーズに参画、脚本家としてデビューした。
2002年（平成14年）にProduction I.Gに入社し、それ以降脚本を手がける。また、スタジオカラーの『ヱヴァンゲリヲン新劇場版』シリーズでは脚本協力としてクレジットされ、ベース脚本を執筆し脚本会議に参加している。
さらに、2012年からは東京工科大学メディア学部において講師。
2020年現在はNetflixに所属し、プロデューサーを主に務めている。

### 私生活
2003年（平成15年）、女優の大塚ちかと結婚したが、2010年に離婚（大塚が翌年ブログで告白）。2児は大塚が引き取った。

## 参加作品

### テレビアニメ
- 攻殻機動隊 STAND ALONE COMPLEX（2002年 - 2003年）脚本・文芸
- 遊☆戯☆王デュエルモンスターズ（2002年）脚本
- 攻殻機動隊 S.A.C. 2nd GIG（2004年  - 2005年）脚本・文芸
- お伽草子（2004年 - 2005年）シリーズ構成・脚本
- BLOOD＋（2005年  - 2006年）脚本
- xxxHOLiC（2006年）脚本
- 攻殻機動隊 STAND ALONE COMPLEX Solid State Society（2006年）脚本
- 精霊の守り人（2007年）脚本
- タチコマな日々（2007年）脚本
- ゆめだまや奇談（2007年）脚色
- xxxHOLiC◆継（2008年）脚本
- RD 潜脳調査室（2008年）脚本
- おじゃる丸（2010年 - 2012年）脚本
- もし高校野球の女子マネージャーがドラッカーの『マネジメント』を読んだら（2011年）脚本
- APPLESEED XⅢ（2011年）脚本
- カラフル忍者いろまき（2016年）プロデューサー
- ネト充のススメ（2017年）エグゼクティブプロデューサー
- LOST SONG（2018年）エグゼクティブプロデューサー - 櫻井大樹名義

### Webアニメ
- エンシェンと魔法のタブレット ～もうひとつのひるね姫～（2017年）プロデューサー
- ULTRAMAN（2019年）エグゼクティブプロデューサー - 櫻井大樹名義
- 7SEEDS（2019年 - 2020年）エグゼクティブプロデューサー - 櫻井大樹名義
- ケンガンアシュラ（2019年）エグゼクティブプロデューサー - 櫻井大樹名義
- Levius -レビウス-（2019年）エグゼクティブプロデューサー - 櫻井大樹名義
- 攻殻機動隊 SAC_2045（2020年）エグゼクティブプロデューサー - 櫻井大樹名義
- エデン（2021年）エグゼクティブプロデューサー - 櫻井大樹名義
- ドラゴンズドグマ（未定）エグゼクティブプロデューサー - 櫻井大樹名義

### 劇場アニメ
- イノセンス（2004年）SPECIAL THANKS
- 劇場版xxxHOLiC 真夏ノ夜ノ夢（2005年）脚本
- ヱヴァンゲリヲン新劇場版：序（2007年）脚本協力
- 宮本武蔵 双剣に馳せる夢（2009年）絵コンテ
- ヱヴァンゲリヲン新劇場版：破（2009年）脚本協力
- REDLINE（2010年）脚本
- 攻殻機動隊 STAND ALONE COMPLEX Solid State Society 3D（2011年）脚本
- 劇場リミックス版 APPLESEED XⅢ 遺言（2011年）脚本
- 劇場リミックス版 APPLESEED XⅢ 予言（2011年）脚本
- かぐや姫の物語（2013年）協力
- ジョバンニの島（2014年）脚本・プロデューサー
- バケモノの子（2015年）スペシャルサンクス
- CYBORG009 CALL OF JUSTICE 第1章（2016年）プロデューサー
- CYBORG009 CALL OF JUSTICE 第2章（2016年）プロデューサー
- CYBORG009 CALL OF JUSTICE 第3章（2016年）プロデューサー
- ひるね姫 ～知らないワタシの物語～（2017年）プロデューサー

### バラエティ番組
- NHKスペシャル「コンピューター革命 最強×最強の頭脳誕生」（2012年）脚本

### 特撮
- ケータイ捜査官7（2008年 - 2009年）脚本

### 実写映画
- 神☆ヴォイス ～THE VOICE MAKES A MIRACLE～（2011年）原作・脚本

### ゲーム
- 攻殻機動隊 STAND ALONE COMPLEX（2004年）シナリオ

### 舞台
- NAKED BOYZ ACTⅢ 舞台版「神☆ヴォイス」～Go! Go! Dreamers!!～（2012年）脚本協力

### 著書
- フィロソフィア・ロボティカ 人間に近づくロボットに近づく人間（2007年7月 マイナビ出版）
- 恋愛のアーキテクチャ（2012年6月 青弓社）- 濱野智史・小川克彦と共同編著
- APPLESEED XⅢ アルケイデスの子供たち（2012年7月 TOブックス）

### 漫画原作
- 特務機甲隊クチクラ（2008年 - 2009年 「月刊コミックブレイド」連載）- 作画：日向陽市郎
- 攻殻機動隊 S.A.C. タチコマなヒビ（2010年 - 2015年 「月刊ヤングマガジン」→「マンガボックス」連載）- 作画：山本マサユキ
- 神☆ヴォイス（2011年 - 2012年 「月刊少年ライバル」連載）- 作画：薮口黒子

## 備考
『xxxHOLiC』のドラマCD「縁側」でラーメンズのコントの無断盗用があり、アニメ「×××HOLiC◆継」製作委員会はホームページ上にて謝罪を行った。その後、製作委員会はコントの引用許諾を正式に取得している。ちなみに櫻井は、デビュー当時からのラーメンズの熱烈なファンであることをインタビューにおいて度々公言しており、CDドラマ内にもラーメンズからの引用であることを暗に示唆するくだりがある。
ラーメンズの小林賢太郎が初監督・脚本・キャラクター原案のアニメーション映画『カラフル忍者いろまき』でプロデューサーをつとめた。劇場公開したのちNHK Eテレ、読売テレビで放送される。